# Luci Corneli Lèntul (cònsol 327 aC)
Luci Corneli Lèntul (llatí: Lucius Cornelius L. f. Lentulus) va ser un magistrat romà. Era fill de Luci Corneli Lèntul, que va ser senador en temps de l'atac de Brennus. Formava part de la branca dels Cornelis Lèntuls, d'origen patrici, dins de la Gens Cornèlia, una antiga família romana.
Va ser cònsol l'any 327 aC i va dirigir un exèrcit d'observació contra els samnites just dos anys abans de la segona guerra samnita (el 324 aC). Durant la guerra, mentre un exèrcit romà prenia Paleòpolis i entrava per una porta, Lèntul cobria per l'altra banda la possible arribada dels samnites.
Va ser legat a la campanya final de la guerra Caudina contra els samnites (322 aC) i va aconsellar als cònsols d'acceptar els termes que l'enemic havia proposat. L'any 321 aC va ser elegit dictador, possiblement va ser ell qui va venjar el desastre de les Forques Caudines, encara que aquest honor li va ser disputat. Per això els seus descendents van prendre el cognom de Caudí, reclamant aquesta venjança.